# Lokrisk
Den Lokriske skala er en af kirketonearterne. Den lokriske skala kan ses som den skala, der begynder på durskalaens syvende trin. Skalaen kan også ses som en ren molskala med sænket 2. og 5. trin. Tager man B som grundtone, og spiller man udelukkende på de hvide tangenter, har man en skalaen B-lokrisk.
| Musik | Spire Denne musikartikel er en spire som bør udbygges. Du er velkommen til at hjælpe Wikipedia ved at udvide den. |